# Ivan Engler
Ivan Engler (Winterthur, Suïssa, 1971) és un director de cinema suís.

## Biografia
Després de començar els seus estudis en Biologia i Medicina, Ivan Engler va assistir a la Universitat de Disseny i Art de Zuric (HGKZ). Durant aquest temps va estar actiu com a Visual Jockey, inclòs per a la banda suïssa de trip-hop Swandive i l'esdeveniment esportiu freestyle.ch.
Després de graduar-se a la universitat l'any 2000 com a dissenyador de cinema qualificat, va fundar la productora visualscience.net, per a serveis a les àrees d'efectes visuals i Postproducció. La seva pel·lícula de diploma «Nomina Domini» va rebre diversos premis i guardons internacionals, entre ells el de “Millor curtmetratge estranger” a la Setmana Internacional de Cinema Fantàstic de Màlaga i el de “Millor fotografia”. Des del 2007 també treballa com a Director creatiu.
L'any 2001 va començar a treballar en el seu llargmetratge de 2009 «Cargo», la primera pel·lícula de ciència-ficció produïda a Suïssa.

## Filmografia
- 2000: Nomina Domini
- 2009: Cargo